# 日本お笑い史
日本お笑い史（にほんおわらいし）では、日本における演芸の歴史について述べる。

## 散楽と能・狂言

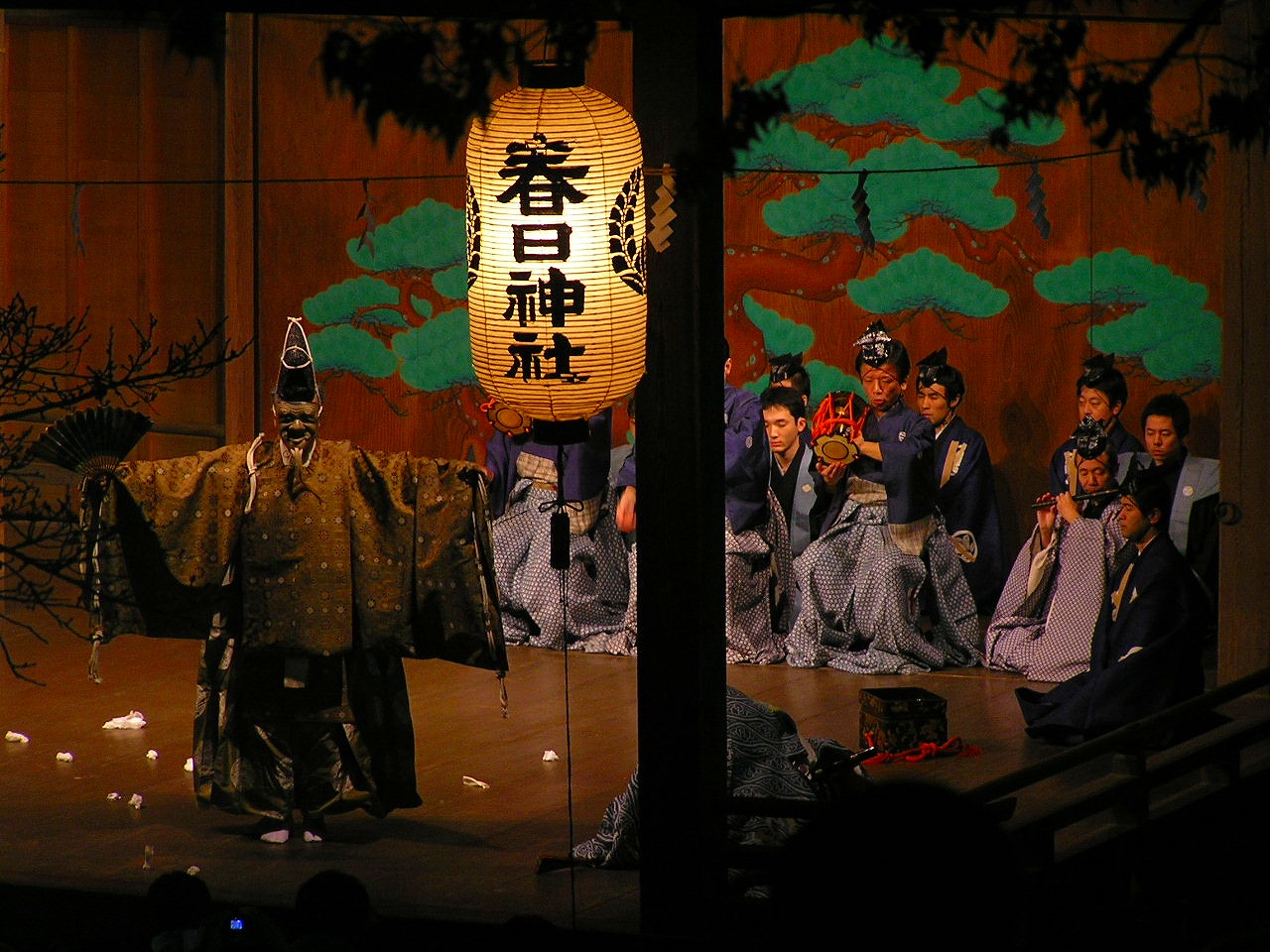
能（翁奉納 春日神社 (丹波篠山市)）

物真似や軽業・曲芸、奇術、幻術、人形まわし、踊りなど、娯楽的要素の濃い芸能の総称として散楽が発達し、そのうちの物真似芸を起源とする猿楽は、後に観阿弥、世阿弥らによって能へと発展した。曲芸的な要素の一部は、後に歌舞伎に引き継がれた。滑稽芸は狂言や笑いを扱う演芸になり、独自の芸能文化を築いていった。奇術は近世初期に和妻となった。散楽のうち人形を使った諸芸は傀儡（くぐつ）となり、やがて文楽（人形浄瑠璃）へと引き継がれていった。
- 御伽衆：話芸に秀でた講釈話が庶民に広がり、講談や落語の源流となったと言われている。
- 御伽草子：おかしみのある話も多い。
- 鳥獣人物戯画：「日本最古の漫画」と称されている。
- 病草紙：様々な病や風俗がユーモラスに描かれている。
- 笑い講：1199年より続いているといわれる神事。
- 笑話集：明笑話集の影響を受け、安楽庵策伝によって『醒睡笑（せいすいしょう）』が1623年に著している[1]。

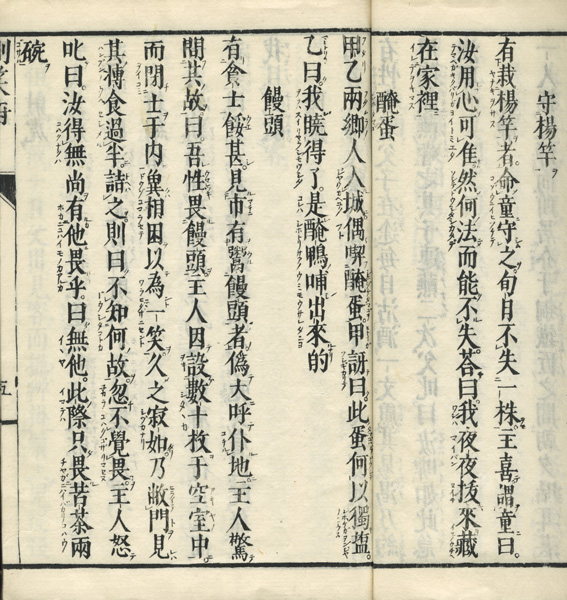
風来山人(平賀源内)による抄訳本『刪笑府』。安永五年=1776年刊。「まんじゅうこわい」の原話の部分。

## 20世紀前半のお笑い

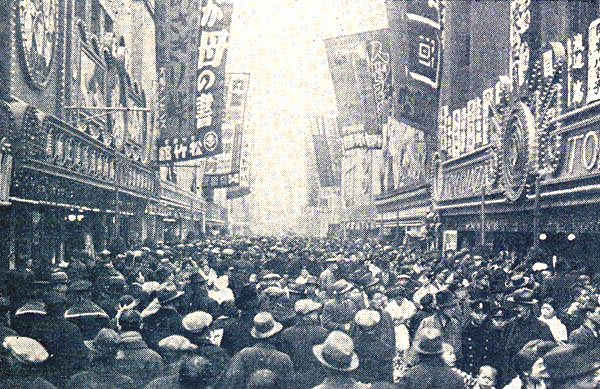
浅草オペラ発祥の劇場、常盤座（右手前）。「笑の王国」の幟が見える。1937年1月

### 軽演劇の隆盛
- 浅草オペラ（東京）　榎本健一（エノケン）、古川ロッパ、清水金一、堺駿二
  - カジノ・フォーリー
  - プペ・ダンサント
  - ピエル・ブリヤント
  - 笑の王国　歌舞伎やオペラ等を素地とし荒唐無稽に仕立てた「アチャラカ」という手法を開発、観客を唖然とさせた[2]。
- 吉本新喜劇（大阪）
- 松竹新喜劇（大阪）

### レコード文化の到来、ラジオ放送の始まり
1910年、日本初の国産蓄音機ニッポンノホンが発売される。
1925年、東京放送局（NHKラジオ第1放送）が開局。
- 落語　三遊亭圓右、初代 桂春団治、五代目古今亭志ん生、八代目桂文楽
- 浪花節（浪曲）　二代目広沢虎造、相模太郎、日吉川秋水、広沢瓢右衛門
- 漫談　徳川夢声、柳家三亀松、大辻司郎、山野一郎、牧野周一
- 萬歳から漫才へ
  - 演者
エンタツ・アチャコ、芦乃家雁玉・林田十郎、玉松一郎・ミスワカナ、砂川捨丸・中村春代、砂川菊丸・照代
  - 作家、プロモーターなど
秋田實、長沖一、吉田留三郎、林正之助、橋本鐵彦
- ボーイズ　あきれたぼういず、木下華声、あひる艦隊
- 戦地演芸慰問団　わらわし隊

### 喜劇映画の誕生と興隆
1903年、東京市浅草区浅草公園六区に、「日本で初めての常設活動専門館」として「電気館」がオープン。以降、映画は常設の興行メディアとして、東京・大阪といった大都市のみならず、日本全国に拡大した。特に、1930年代トーキー映画の技法が確立すると、榎本健一など軽演劇の人気者が出演するようになり、その人気が全国的なものとなった。
1960年代に一般家庭にテレビが普及するまでは、全国に向けてのメディアは、ラジオと映画であり、特に映画は、その予算や影響力から、森繁久彌（『社長シリーズ』・『駅前シリーズ』）などトップスターを輩出した。

## テレビ創世期

### 軽演劇からの転身
1953年、NHK・日本テレビが相次いで開局したが、当初一流俳優などはテレビを「電氣紙芝居」として敬遠し、その結果それまで浅草公園六区や新宿などで活躍していた軽演劇の役者など、実力はあるが陽の目を見ず燻っていた者達がテレビの世界に飛び込んだ。三木のり平や八波むと志・由利徹・南利明の「脱線トリオ」、佐山俊二、関敬六・谷幹一・渥美清（のち海野かつをに交替）のスリーポケッツ、石井均一座の他、浅草で人気を博していた大宮敏充の「デン助劇団」などが初期のテレビ・バラエティを飾っていた。
一方、大阪でも梅田の実演劇場・北野劇場に出演していた薄給のコメディアンであった茶川一郎、佐々十郎、芦屋雁之助・小雁兄弟、大村崑等に白羽の矢が立ち、花登筺脚本の一連のコメディーで脚光を浴びた。とりわけ大村は時代の寵児となり、「コンちゃん」ブームを巻き起こした。この他に藤田まことや白木みのる等が進出。吉本新喜劇は当初からテレビを意識して制作されたもので、毎日放送とのタイアップもあり多くのスターを生み出した。一方の松竹新喜劇も看板役者の藤山寛美がよみうりテレビを中心にコメディー数作を発表した。

### クレージーキャッツの台頭
1959年、フジテレビ開局と同時に始まった時事コント番組『おとなの漫画』は、本来本格的なジャズバンドであったハナ肇とクレージーキャッツを起用。青島幸男作の洗練された都会的なギャグで一躍市民権を得た。クレージーはこのあと日本テレビの『シャボン玉ホリデー』で更に人気を増し、国民的なお笑いグループとして認知された。特にメンバーの植木等が演じる「無責任男」が高度経済成長を背景とした時流に乗り、大いに当たった。

### 音楽バラエティ番組
『シャボン玉ホリデー』もそうであったが、この手の番組の嚆矢は同じ日本テレビの『光子の窓』である。草笛光子を主役に起用したこの番組は、歌と踊りと笑いの全てを集約させた音楽バラエティであった。このあと、NHKが『夢であいましょう』をスタート。渥美清、E・H・エリック、黒柳徹子などがコントを演じていた（作・永六輔）。草笛と黒柳は女性バラエティタレントの先駆者であり、黒柳は現在もなおバラエティ番組に出演し続けている。

### 寄席芸人の進出
NHKがジェスチャーに柳家金語楼を起用、全国区の人気に。
日本テレビ開局当日に発生した放送事故の穴埋め番組出演を機に、2代目三遊亭歌奴（3代目三遊亭圓歌）・三遊亭小金馬（4代目三遊亭金馬）・一龍齋貞鳳・3代目江戸家猫八の4人は正力松太郎同社社長に認められ、番組一本を持たされた。これに目を付けたNHKは2代目歌奴以外の三人を引き抜き、『お笑い三人組』をスタートさせる。一方、文化放送で放送された『落語討論会』をフジテレビがテレビ化し、大喜利番組『お笑いタッグマッチ』（5代目春風亭柳昇司会）がスタート。レギュラー陣の4代目柳家小せんが発した「ケメコ」の流行語も相まって一躍人気番組となった。この流れが後述の「演芸ブーム」に繋がる。

### 喜劇映画の全盛
テレビ創成期にあっては、映画は娯楽のメディアとしての優位性を誇っており、カラーテレビの普及までは、手軽ではあるが画像・音声で劣るものとの認識があった。テレビで人気が出たコメディアンも予算が豊富な映画を重視する傾向があり、クレージーキャッツなどは、ゴールデンウィークや年末といった時季に合わせ、シリーズものの大作喜劇を制作し、爆発的にヒットした。

## 演芸ブーム
1962年頃から1969年頃まで続いた、テレビの演芸番組を中心としたブーム。景気後退の中、番組制作費が抑制された各局は制作コストがかからず視聴率が取れる演芸番組に傾斜。また、視聴者の側も不景気による沈滞ムードの中、テレビに笑いを求めていた。
演芸ブームの後、テレビ界のお笑いはコント55号・ザ・ドリフターズが台頭することとなる。コント55号は活動休止後、萩本欽一がピン芸人として数多くの番組で司会を務め、冠番組の視聴率合計から「視聴率100％男」の異名をとることとなる。1969年に開始したドリフ司会の『8時だョ!全員集合』（TBS）は、最高視聴率50.5%というバラエティ番組史上の最高記録を叩き出す人気を誇った。このほか、せんだみつおや桂三枝（現・6代目桂文枝）、てんぷくトリオ出身の三波伸介・伊東四朗、そして小松政夫などが人気を博したが、当時のテレビ界の中心は歌手と俳優であり、お笑いは添え物、脇役に過ぎず、全体的には萩本とザ・ドリフターズの2強が長く続くこととなる。
一方大阪では演芸ブーム以降Wヤング、コメディNo.1、中田カウス・ボタンといった吉本興業の漫才師が台頭し、特に若者に人気の高かった中田カウス・ボタンを筆頭に笑いの潮流が吉本側に傾きつつあった。特に1969年にはじまった桂三枝らが司会を務める『ヤングおー!おー!』（毎日放送）は、ターゲットを若者層にすえ、明石家さんま、島田紳助・松本竜助、西川のりお・上方よしお、ザ・ぼんち、オール阪神・巨人、太平サブロー・シローらを世に出し、関西ローカルにおける若者中心の人気を確実なものにし、漫才ブームへの先駆を形成していた。しかしながら、この傾向はまだ関西ローカルに止まっており、全国向けの関西の演芸は依然としてかしまし娘やレツゴー三匹などが起用され、松竹芸能の力が強かった（松竹でも笑福亭鶴光や笑福亭鶴瓶などが登場していた）。

## 漫才ブーム
1979年から1982年頃まで続いた、テレビの演芸番組を中心としたブーム。
澤田隆治、横澤彪といったテレビマン達の手により、寄席演芸の傍流であった漫才がテレビのメインコンテンツに躍り出た。特にパワー溢れた当時の若手漫才師達は一躍時代の寵児となり、笑いが流行の最先端となった。吉本興業はこのブームに乗じて多くの漫才師を送り出し、松竹芸能との形勢を逆転させて東京再進出の足がかりを築いた。
東京においては小劇場やライブ・スペースを活動拠点にした笑いのストリームが生まれつつあった。この主体となったのは硬直した組織の活動に飽き足らないゲリラ集団であり、東京では傍流であったマセキ芸能社の意欲的な活動や三遊亭円丈の「新作落語」ムーブメントは見過ごせない。また自身でネタを構成する芸人や、深夜放送のハガキ職人出身の放送作家の増加に伴い、若者ウケのよいスピーディーで毒や刺激の強いお笑いが増える。また当時は若手の女性芸人が少なかったこともあり、芸歴で言えば後述のお笑い三世代に該当する山田邦子が新人ながらいきなりブレイクし、1つ上の第二世代に混じって台頭していくこととなる。この点、まだ大阪はテレビ局を軸としており興行資本の「小屋」への資本投下はまだ少し先の話となる。
お笑い第二世代の台頭は芸能界にも大きな影響を与え、ギャランティの向上もあり、歌手や俳優と比べて低く見られていたお笑いの地位が大きく飛躍することとなった。特にツービートから独立したビートたけしはラジオパーソナリティや俳優業、歌手活動や店舗プロデュースなど多岐に渡る活動を行い、今日に続くお笑いタレントの多角活動の先鞭をつけることとなった。
この他、関西弁は漫才ブームの影響で全国的な知名度を一層強めることとなった。また、それまで放送業界でタブー視されていた「楽屋ネタ」「（出演者の）内輪ネタ」の一般化や、裏方スタッフ（ディレクター・プロデューサー・AD等）が演者としてテレビに登場するようになったのもこの時期である。

## 1980年代後半からのブーム
1980年中盤から1990年初頭にかけて、テレビの深夜番組を発端としたブーム。演芸ブームを「お笑い第一世代」、漫才ブームを「お笑い第二世代」と数えて「お笑い第三世代」と呼ばれた。
1983年に放送開始した『オールナイトフジ』により、いわゆる「女子大生ブーム」が起こり、「素人」がバラエティ番組に多く出演するようになった。『オールナイトフジ』からの派生番組である『夕やけニャンニャン』が1985年に放送開始し、同番組でレギュラー出演者だったとんねるずが大ブレイク。『ねるとん紅鯨団』『とんねるずのみなさんのおかげです』などの大ヒットでとんねるずの人気は絶頂となった。とんねるずは並行して歌手活動も行い、『情けねえ』『ガラガラヘビがやってくる』『一番偉い人へ』などが大ヒット。1991年に『情けねえ』で第42回NHK紅白歌合戦に初出場。その後も、『とんねるずのみなさんのおかげでした』で結成した音楽ユニット「野猿」が番組人気と共に大ヒットし、1999年、2000年と紅白歌合戦に出場している。
1982年、吉本興業は新人発掘を目的として、大阪に新人タレント養成所「吉本総合芸能学院」（通称:NSC）を開校。NSC1期生にはダウンタウン、ハイヒール、トミーズなどがいる。当時は、漫才ブームが衰退し、劇場は閑古鳥が鳴く状態で劇場に若者は来なくなっていた。ダウンタウンの松本人志は当時の状況を「焼野原」だったと語っている。その後、ダウンタウン、ハイヒール、トミーズらは大阪で人気を博し、特にダウンタウンは『4時ですよーだ』でアイドル的な人気となり、1988年に『夢で逢えたら』で東京進出。ウッチャンナンチャン、清水ミチコ、野沢直子と共にコントを演じ、ミュージシャンを起用したオープニングや音楽コーナーなど、都会的でおしゃれな雰囲気も相まって深夜番組でありながら視聴率20%を超える大ヒットとなった。
その後、ダウンタウン、ウッチャンナンチャンは冠番組を多く持ち、長年にわたり、高視聴率を記録。とんねるず、ダウンタウン、ウッチャンナンチャンの3組はビートたけしや明石家さんまらが押し上げたお笑いの地位をさらに向上させ、後進のお笑い芸人に多大な影響を与えた。

## バラエティ番組ブーム

### お笑い第四世代
1990年代に入ると、これまでのバラエティ番組人気の中心となっていたフジテレビに倣う形で、ターゲットおよび内容をサブカルチャー的観点に絞り込んだ多種多様なバラエティ番組が多く制作されることとなった。
ボキャブラ天国シリーズ
視聴者投稿を元に作られていたテレビ番組『タモリのボキャブラ天国』（フジテレビ）が、「大勢の若手芸人がネタを競い合う番組」に変化すると、若い女性などを中心とする特定層の支持を集めた。この番組をきっかけに知名度を得た世代をお笑い第四世代と呼ぶことが多い。爆笑問題、ネプチューン、海砂利水魚（現：くりぃむしちゅー）などは、のちに各局で冠番組を持つことになる。
電波少年シリーズ
『進め!電波少年』（日本テレビ、松本明子らが司会）は、アポイントメントなしの突撃インタビューをはじめとして、台本のないドキュメンタリーの味わいを取り込んだドキュメントバラエティであったが、特に後半は若手芸人に私生活を犠牲にした体験・チャレンジ企画をさせて笑いの種とする構成となり、過剰演出（やらせ）の傾向が強くなる。
そんな中で、過酷なヒッチハイク旅行を行なった猿岩石が、お笑いというよりも共感できる等身大の若者といった位置付けで人気を博し、彼らが唄った楽曲が一定の売り上げを集めたり、旅行中に記した日記をまとめた書籍が売り出され版を重ねるなど社会現象化する。
しかし、その後同様のコンセプトでドロンズ、なすび、ロッコツマニア、矢部太郎（カラテカ）らを起用して話題を提供しつづけたが、あくまで芸人よりも企画自体の面白さが中心であったために、企画自体がパターン化すると飽きられるのも早く、企画終了と同時に芸人も人気がなくなりテレビから消えることが非常に多かった。芸人を育てるというよりも消費し尽くすといった側面が強く、視聴者からの苦情や批判も殺到するようになり、これも番組が終了するきっかけにもなった。
ナインティナインとロケの多様化、同時代性
広告代理店やジャーナリズムによる造語「第四世代」という定義に厳密に合致していないが、ほぼ同時期のものとして、フジテレビ『とぶくすり』（のちの『めちゃ2モテたいッ!』→『めちゃ2イケてるッ!』）や日本テレビ『ぐるぐるナインティナイン』などがあり、これらの番組からナインティナイン、よゐこらが1993年頃から知名度を得た。これらに通底しているのはロケーション撮影（ロケ）の多用、そして同時代性である。
1990年代初頭に漫才スタイルがダウンタウンのもとで飽和に達し、それ以降の芸人やお笑い番組は違うスタイルを築きあげる必要にせまられた。その経済学的にいう（商品）差別化の中でたどり着いたのが、街に繰り出し現場や社会を笑いのネタにするというロケーションの手法であり、「リアル」を笑いにして視聴者を惹きつけるとともに、テレビに映る若者が参加しているという同場所性や、それを通して若者と同世代を生きているという同時代性が親近感を醸成し、ヨコの繋がりを生み出して、漫才やコントとは違う人気に結びついた。
その結果、お笑い第一世代から第三世代までの時代に全盛を極めたコント番組が減少し、コント番組以外でもブレイクする芸人やタレントが非常に多くなったのもこの世代からである。
その他
- 前述の通り、この時代は芸人がブレイクするきっかけとなった人気番組はロケ企画が中心のものがほとんどであったため、ロンドンブーツ1号2号や猿岩石などのように、お笑い芸人でありながら自身の漫才やコントをテレビでほとんど披露せずにブレイクした芸人が前後の世代と比較して多いことが特徴であるといえる。
- ロケ企画中心だったのはジャニーズの番組も例外ではなく、V6の『学校へいこう』やTOKIOの『鉄腕ダッシュ』などがヒットしている。
- バラエティ番組におけるテロップが頻繁に使われだしたのがこの頃である。出演者の発した言葉を逐一字幕化する手法が多用された一方、『電波少年』『めちゃイケ』などでは補足テロップ（『探偵!ナイトスクープ』が発祥とされているツッコミテロップ）を挿入する手法が取られ、以降の番組制作に多大な影響を与えた。
- 吉本興業が東京・銀座に進出し、「銀座7丁目劇場」を開場。当初は吉本印天然素材の登場が売りであり、日本テレビやテレビ朝日でタイアップ番組も作成されたが、間もなく他に劇場に出演していたココリコ、ロンドンブーツ1号2号らがテレビ番組に集中的にフィーチャーされることになる。また、NSC東京校が1995年に開校し、東京でも本格的なタレントの育成を手がけるようになった。
- ジャニーズ事務所の所属のグループSMAPが自身の冠番組『SMAP×SMAP』において、当時衰退し始めていたスタジオコントに積極的に取り組み、視聴率30%超の人気を博し「平成のクレージーキャッツ」の異名を取る[8]。その後の所属事務所の後輩のTOKIO、V6、KinKi Kids、嵐、関ジャニ∞等のジャニーズ事務所の所属のタレント・アーティスト等がお笑い系のバラエティ番組等に進出する契機となった。
- 鈴井貴之、大泉洋、安田顕らがディレクターと過酷な旅を行う、北海道テレビの『水曜どうでしょう』で、深夜23時の放送にも拘らず最高視聴率18.6%を記録。全国で番販され、全国の他のローカル局でも同様のスタイルによる番組が制作されるようになった[9]。

## 2000年代のブーム

### お笑い第五世代
東京吉本の渋谷公園通り劇場が1998年、銀座7丁目劇場が1999年、大阪でも心斎橋筋2丁目劇場が閉館した。そんな中、2001年にルミネtheよしもとが開館し、大阪でも心斎橋筋2丁目劇場に続く若手芸人の拠点として、baseよしもとが開館。また、1999年にスタートした『爆笑オンエアバトル』（NHK）がヒットすると、他局でも若手のお笑い芸人を発掘しようとする動きが起こり、2000年代中盤から『エンタの神様』（日本テレビ）『笑いの金メダル』（朝日放送）などのいわゆる「ネタ見せ番組」が急増した結果、子供や若者を中心に人気となり、お笑いブームが巻き起こった。また、2001年には島田紳助企画立案の結成10年以内のコンビを参加対象とした新たな漫才コンテスト『M-1グランプリ』（朝日放送）が立ち上がり、翌2002年からは1人芸を対象にした『R-1ぐらんぷり』→『R-1グランプリ』（関西テレビ→カンテレ・フジテレビ共同）が、2008年からはコントのコンテスト『キングオブコント』（TBS）が開催されるなど、年に1度開催されるお笑いコンテストを生中継する番組が誕生した。
この時期になると吉本興業や太田プロといった老舗のみならず、数多くの芸能事務所からお笑いタレントが登場するようになった。その中にはサンミュージック企画やソニー・ミュージックアーティスツ、ホリプロコム等従来お笑いタレントを手がけていなかった事務所も多数参入している。
フジテレビでは、「お笑い8年周期説」に則り『新しい波8』が放送された。その後2001年に、キングコングがメインキャストを務めた『はねるのトびら』がスタート。「若手芸人」がブームの中心であったが、「若手」と言ってもその多くが20代後半-30代であるのが特徴的で、（芸歴で考えて）第四世代にあたる中堅芸人と同い年・同期あるいは年上・先輩であるなどといった不思議な現象が起きている。これは、コンビ結成が遅かったり、先のボキャブラ世代の時代にブレイクを逃したり、未だ東京進出を果たしていなかった大阪吉本所属の芸人が多く流入してきたことや、これらの芸人の知名度が低いゆえに正規の第五世代と同じ扱いを受けたことが主な要因である。特に『ボキャブラ天国』に起用されていた芸人（いわゆる「キャブラー」）が東京芸人に偏重していたため、中川家、ケンドーコバヤシ、たむらけんじ、陣内智則などボキャブラ芸人とほぼ同世代の関西芸人が第五世代のブームによって売れるケースが目立った。
2000年代後半からは、先述の3番組の他にも『ウンナン極限ネタバトル! ザ・イロモネア 笑わせたら100万円』や『お笑いメリーゴーランド』（ともにTBS）、『爆笑レッドカーペット』や『とんねるずのみなさんのおかげでした』（フジテレビ）における「博士と助手〜細かすぎて伝わらないモノマネ選手権〜」など、短尺のネタを1ネタだけ披露させる構成のネタ見せ番組がブームとなる。ネタの時間が短いため多くの出演者を確保でき、新人芸人の出演チャンスが増やされた事がこれらの番組の大きな特徴である。2007年に放送開始された『あらびき団』（TBS）などでも短いネタ見せを中心としており従来の番組とは趣を異にしている。
ネタ見せ番組が増えたメリットとして、ネタが正当に評価されブレイクできる芸人が増えた一方で、単に番組用にネタ時間を短く調整した漫才やコントだけでなく、もともと短く構成されたショートコントや一発芸、キャラネタ、リズムネタなどが数多く生み出され、そのようなネタに適応したピン芸人が台頭した他、ブリッジを多用した「一発屋」といわれる芸人が急増するきっかけにもなった。ピンネタでブレイクした芸人の中にはレイザーラモンHG、犬井ヒロシ、なだぎ武、世界のナベアツ、ムーディ勝山、天津木村などもともとコンビを組んでいるにもかかわらずピン芸人のような扱いを受けた若手・中堅芸人も多い。一発屋芸人はブレイクした年のあらゆる番組に出演し一世を風靡するものの、年明けには飽きられその後テレビから姿を消す、という新たなパターンが生まれた。また、こういった芸人はNHK紅白歌合戦にゲスト出演したり、流行語大賞を受賞するケースがほとんどである。
大ブームを起こした芸人が消費し尽くされてしまうと簡単に忘れられてしまう、という傾向は年を経るごとに激しくなっていった。このようなブームはそれまでお笑いに興味すら示さなかったような人々まで包括したため、その人気の基準は一種のトレンド的な性格を強めるようになり、芸人の在り方の変容ともされたが、一方でそれは笑いのレベルの低下と見る向きもあった。
また次長課長・井上聡、チュートリアル・徳井義実などに代表される“イケメン芸人”が急増したことや、お笑い情報のみを取り扱ったお笑い専門誌が次々に発行されるなど、芸人のアイドル化が一般的となった。
この時代は一時的にコント番組が復活傾向にあった時期で、特にお笑いブーム真っ只中の2005年には『ワンナイR&R』『リチャードホール』『10カラット』『落下女』『ミンナのテレビ』と各局で若手芸人のコントコーナーがある番組が放送されていた。

## 2010年代以降のお笑い

### お笑い冬の時代
2010年代に、2000年代のお笑い人気を支えたバラエティ番組やネタ見せ番組が慢性的な人気低下を抱えるようになる「お笑い冬の時代」に突入する。いわゆる「テレビ離れ」の影響が示唆される中、2010年の『エンタの神様』特番化、『M-1』の一時終了に始まり、やがて多くのお笑い番組が放送を終了・特番化していった。
特に2012年頃からの急速なスマートフォンの普及により若者のテレビ離れが広まったこと、当時のテレビ業界が世帯視聴率を重視し少子化で数が減る若者向けの比重が低下して高齢者向けの番組が増加したこと、BPOによる規制などテレビ局にコンプライアンスが求められて、ある意味でハラスメント的な性格を含むお笑いバラエティ番組への風当たりが強まったことなどで逆風が吹く。特にフジテレビでは、『はねるのトびら』『笑っていいとも!』『とんねるずのみなさんのおかげでした』『めちゃ2イケてるッ!』といったかつてお笑いブームを牽引し、長寿番組となっていた番組までもが2012年頃から相次いで放送終了した。
2010年代にはコンプライアンス問題は芸能人側にも波及していき、不祥事で活動を休止するお笑いタレントが続々とみられた。2019年にはお笑い芸人による闇営業問題が発覚。この件は問題の背景に吉本興業のマネジメント体制の不備があり、問題発覚後の対応も含め吉本所属タレントからも批判が殺到することとなった。
しかしそんな中でも、『アメトーーク!』（テレビ朝日）や『人志松本のすべらない話』（フジテレビ）『しゃべくり007』（日本テレビ）といったトーク番組や、俳優やタレント、アイドル、知識人などを交えたVTR主体の情報番組などは変わらず安定した人気を獲得。それに伴い「雛壇芸人」というジャンルが大々的に紹介され、お笑いファンの間で新たなジャンルとして知られる様になった。また、加藤浩次・近藤春菜の『スッキリ』（日本テレビ）、南原清隆の『ヒルナンデス!』（日本テレビ）、設楽統の『ノンストップ!』（フジテレビ）など、午前-昼間に放送する情報番組で人気芸人がMCやコメンテーターを務めるというケースが増加した他、田村裕や又吉直樹、若林正恭の著書がベストセラーとなるなどお笑い芸人の活動に多様化が見受けられるようになる。ただ、このような展開によってお笑い界の第一線に定着したのは2010年代以前にブレイクを果たした、既に「売れている」芸人たちであった。
フジテレビでは、次世代の若手を発掘すべく制作された『新しい波16』から発掘されたメンバーによる『ふくらむスクラム!!』→『1ばんスクラム!!』が放送され、新たなスター発掘が試みられたが不発に終わった。その後、『ピカルの定理』や『ミレニアムズ』、『爆笑レッドシアター』などが放送され、一定の人気を獲得したものの、かつての人気番組ほどの長期放送とはならなかった。
毎年12月に開催していた『M-1』に代わるお笑いコンテストを2011年12月から『THE MANZAI』として復刻、そして2015年12月には『M-1』が復活を遂げ（『M-1』復活以降は年1回放送の大型ネタ番組『THE MANZAI プレミアマスターズ』として放送）、年3回放送の大型ネタ番組『ENGEIグランドスラム』（フジテレビ）が放送を開始。2013年には歌ネタのコンテスト『歌ネタ王決定戦』（毎日放送）、2017年には女芸人のコンテスト『女芸人No.1決定戦 THE W』（日本テレビ）がそれぞれ新設された。また、『水曜日のダウンタウン』（TBS = 2014年放送開始）、『さんまのお笑い向上委員会』（フジテレビ = 2015年放送開始）といった比較的過激な内容のバラエティ番組も少なからず存在し、「お笑いとは何か」を新たに問い直す内容も含むことで人気低下への対抗策が講じられている。さらには、「テレビ離れ」を逆手にとる形でAmazonプライム・ビデオやAbemaTVなど、規制の少ないネット配信サービスを利用したバラエティ番組の放送も増加しており、お笑い番組やバラエティ番組の大きな変革期に突入した。
2018年頃まで減少傾向にあったお笑い・ネタ見せ番組は2019年頃から再び増加し、コント番組もレギュラー・特番問わず復活するようになった。これはビデオリサーチの視聴率調査方式の大規模なリニューアルが行われ、各テレビ局は広告の取引指標を世帯視聴率から個人視聴率に変更し、「コアターゲット」とよばれる消費意欲の高い層（局によって異なるが概ね13～49歳まで）を設定し、それに合わせた改編を実施するようになったことや、2020年の新型コロナウイルス流行の影響で、それまでバラエティ番組の主流だった雛壇芸人を集めるタイプの番組制作が難しくなったという背景もある。

### お笑い第六世代
お笑い第6世代には南海キャンディーズ、オードリー、千鳥、かまいたち、チョコレートプラネット、麒麟、マヂカルラブリー、ニューヨーク、見取り図などの名が挙げられる（一部は後述の第6.5世代として分離する考え方も存在）。昭和生まれ、ダウンタウンの影響が大きいと指摘される。
彼らがお笑い界に入った頃にはコンプライアンス強化、テレビの高齢者シフト、第7世代ブーム発生と、受難の日々を送った。しかし、第7世代あたりの世代はそもそもテレビをあまり見ないことから、2020年代には逆にテレビでの第6世代復権が見られる。

#### お笑い第6.5世代
『エンタの神様』や『爆笑レッドカーペット』、『M-1グランプリ』（第1回 - 第10回）などのネタ見せ番組によるお笑いブームの恩恵を受けた団塊ジュニア世代（1970年代生まれ）の第六世代 とゆとりの第七世代の狭間の（1980年〈昭和55年〉-1986年〈昭和61年〉生まれのプレッシャー世代）を指す言葉として、「お笑い第6.5世代」という言葉も誕生した。
「お笑い第6.5世代」という言葉は『アメトーーク!』（テレビ朝日）の企画「僕らビミョーな6.5世代」（2020年2月27日放送）が発端で、それ以前に太田博久（ジャングルポケット）がプレゼンした企画「たぶんお笑い第6世代」が前身である。第六世代の流れを汲みながら、平成生まれ2010年以降デビューの第七世代からあぶれているため辛酸を舐めている苦労人が多い。『アメトーーク!』内での山内健司（かまいたち）の「第7世代って言葉を作ったからこんな窮屈なことになっている」の発言通り、この区分は曖昧なもので、同期の芸人でも早咲きの場合は第六世代に分類される。「第6.5世代」はその狭間に置かれている状況を指し示す言葉である。第七世代は少数で括られた若手芸人であるため仲間意識が強く、彼らを若林正恭（オードリー）は「観てきた景色が違う」、6.5と7の狭間にいる屋敷裕政（ニューヨーク）は「俺ら（ニューヨークは）最後のガラケーみたいな」としている。新たなネタ見せ番組『有吉の壁』（日本テレビ、2020年 - ）の誕生により、雛壇芸人や第六世代、第七世代からあぶれた第6.5世代の賞レース常連組（チョコプラ、シソンヌ、パンサー、ジャンポケ、さらば、三四郎など）が再浮上、再評価される流れにある。また、第6.5世代から大学お笑い出身者が賞レースやバラエティ番組で頭角を表し始める。

### お笑い第七世代
2010年代後半になると、1987年（昭和62年）以降に生まれたデジタルネイティブである「ゆとり世代」や、1989年1月8日生まれ以降の平成生まれに該当する、2010年代後半から活躍し始めた若手お笑い芸人を指す俗称として「お笑い第七世代」という言葉が用いられるようになる。「第七世代」という呼び分けについてはM-1グランプリ2018優勝の霜降り明星・せいやが、上記のような自身と同世代にあたる芸人を「お笑い第七世代」と定義付けて自称し、世代をあげての活躍を目指すことを提言したことに端を発しているとされているが、実際の発言は「お笑いに限らずスポーツや音楽を交えた多ジャンルの同世代と番組をやりたい」といった趣旨の発言だった。霜降り明星、ミキ、ハナコ、EXIT、宮下草薙、四千頭身などが挙げられる。
この世代の特徴としては、先述したように地上波放送以外のデジタルコンテンツとの関わりが増しているお笑い界において、デジタルネイティブ世代として重要な役割を担うとされ、霜降り明星、ハナコ、EXIT、四千頭身などYouTubeで活動する芸人も多い。その一方で水溜りボンド、おるたなChannel、大松絵美、たっくーTVのように芸人からYouTuberに転身し、フワちゃんのようにタレントとしてブレイクするものまで現れた。また、ダウンタウンの影響をあまり受けておらず、このため、新たな時代のお笑いを形づくることが期待される世代となっている。また第6.5世代以上に大学お笑いサークルが活性化したことによって、新たな若手芸人が育ちやすい環境が増えたことも、彼らの成長を促している。
更に、この世代になると特定の芸能事務所に所属せず、個人事務所を立ち上げる者が現れるようになった。これは、前述のデジタルコンテンツの台頭により、既存の芸能事務所に依存しなくても芸能活動が出来る環境が整ったことや、前述した闇営業問題の影響から、公正取引委員会が独占禁止法の適用範囲をフリーランスにまで拡大する方針を打ち出し、芸能人と芸能事務所の関係が大きく変動したことが理由として挙げられる。特に事務所の退所・独立はこれより上の世代にも波及しており、コンビ間で所属事務所が異なる例も現れている。

## 平成の落語ブーム
平成に入って、落語界では1993年（平成5年）には初の「女真打」（三遊亭歌る多、古今亭菊千代）が誕生し、1995年（平成7年）には東京の5代目柳家小さん、翌1996年には上方の3代目桂米朝がそれぞれ「人間国宝」に認定され、古典芸能としての地歩を固めた。人間国宝には、その後、2014年（平成26年）に十代目柳家小三治が認定されている。
21世紀に入って、落語界には、マスメディアでも幅広く活躍していた春風亭小朝が発起人となった「六人の会」や、新作落語の隆盛をめざした話芸集団「SWA（創作話芸アソシエーション）」の結成という新たな展開が生まれ、一方では長瀬智也と岡田准一が主人公を演じたテレビドラマ『タイガー&ドラゴン』（TBS系）や連続テレビ小説『ちりとてちん』（NHK）などの影響によって新たな落語ファンが生まれた。
このような現象はしばしば「平成の落語ブーム」と呼ばれる。このブームの特徴は、「落語全般」が好きな落語マニアによるブームではなく、それぞれ自分のことばで語る個性的な落語家各人のファンによるブームであるということで、個別に熱烈なファン層をもつ落語家が多数存在することによっている。

## 年表（年代別）

### 19世紀
1857年
- 本牧亭開場。

1864年
- 3月「アメリカ・リズリー・サーカス」が横浜にて日本初のサーカス興行を行う。

1866年
- 11月23日 隅田川浪五郎がアメリカ合衆国へ渡航の為、外国奉行から印章を取得した。これが日本のパスポート第1号とされている。

1867年
- 帝国日本芸人一座がパリ万国博覧会にて興行を行う。

1876年
- 鈴本亭（後の鈴本演芸場）開場。

1887年
- 10月1日 根岸浜吉が根岸興行部を設立。浅草オペラの礎になる。

1894年
- この頃川上音二郎が歌う「オッペケペー節」が大評判となる。日本におけるコミックソングの元祖[8]。

1897年
- 新宿末廣亭開場。

### 1900年代
1904年
- 2月10日 「曾我廼家兄弟劇」旗揚げ[8]。

1905年
- 「落語研究会」旗揚げ。

1908年
- 6月25日 横田商会製作・配給映画『いもりの黒焼』公開。日本初の喜劇映画のひとつとされる[37]。
- 10月17日 川上音二郎出演、吉沢商店制作・配給映画『和洋折衷結婚式』公開。

### 1910年代
1912年
- 4月1日 吉本興業創業。

1918年
- 吉本興業が傘下の寄席を「花月」と改称。

### 1920年代
1921年
- 「浪花落語反対派」消滅。

1922年
- 吉本興業が東京・横浜・京都・神戸へも進出する。

1923年
- 落語協会設立。
- 9月1日 関東大震災により浅草公園六区も壊滅する。

1925年
- 3月22日 東京放送局（後の日本放送協会）がラジオ放送を開始。

1926年
- 10月 徳川夢声、大辻司郎、古川ロッパらが珍芸劇団「ナヤマシ会」を結成、第一回公演。
- 12月16日 大正天皇の病状悪化のため、NHKラジオの娯楽演芸番組が中止される。

1928年
- 二代目渋谷天外、曾我廼家十吾らが「松竹家庭劇」を結成。

1929年
- 10月30日 神戸松竹座開場。

### 1930年代
1930年
- 10月11日 落語芸術協会設立。

1931年
- 1月 田河水泡著「のらくろ二等卒」、『少年倶楽部』に連載開始。
- 11月22日 神田立花亭で開かれた第41回落語研究会をNHKラジオが初の寄席中継放送。
- 12月 満州事変直後の満州へのお笑い慰問団派遣。メンバーは第1回がエンタツ・アチャコ、花月亭九里丸、神田山陽の3組。第2回がエンタツ・アチャコ、石田一松の2組。

1933年
- 吉本興業が吉本演芸通信を創刊。
- 吉本興業発行「吉本演芸通信」の中で、『今後「萬歳」は「漫才」へと表記改称する』と発表[38]。
- 横山エンタツ・花菱アチャコが漫才の傑作、早慶戦を発表。
- 4月1日 古川ロッパが浅草で「笑の王国」を旗揚げ。

1934年
- 3月1日 アメリカのレヴュー団「マーカス・ショウ」が来日公演。連日の大入り満員に[38]。
- 4月25日 新橋演舞場で吉本興業が特選漫才大会を開催（初めて「まんざい」が「漫才」と書かれる）[38]。

1935年
- 帝都漫才組合（現在の漫才協会）設立。
- 吉本興業が浅草公園六区に浅草花月劇場を開場。
- 5月 浅草松竹座にて「漫才大会」が行われる。漫才が東京へ本格的に根付く契機となる[38]。

1937年
- 吉本興業が漫才学校を開校。

1938年
- 吉本興業が通天閣を買収。
- 1月 日中戦争派兵士を慰問するわらわし隊結成、派遣。

1939年
- 3月29日 新興キネマ演芸部が発足。

### 1940年代
1940年
- 3月28日 内務省がミスワカナ、あきれたぼういず、ハッピー姉妹らに敵性語禁止を通達。

1941年
- 10月30日 廓噺や間男の噺など落語の53演目が、禁演落語として長瀧山本法寺境内はなし塚に葬られる。

1943年
- 1月7日 日本放送協会『前線へ送る夕』第一回放送。

1944年
- 2月25日 決戦非常措置要綱が閣議決定。歌舞伎座、日本劇場など19劇場が休場。

1945年
- 10月15日 治安維持法・治安警察法などが廃止になる。

1946年
- 松鶴家団之助が大阪府西成区山王（通称芸人横丁）に演芸会社「団之助芸能社」を立ち上げ、数十人のかかげる事務所となる。
- 4月22日 長谷川町子著『サザエさん』が、フクニチ新聞に連載開始。

1948年
- 「松竹家庭劇」と「曾我廼家五郎一座」が発展解消、松竹新喜劇を旗揚げ。
- 漫才作家の秋田實が「MZ研進会」を発足。ミヤコ蝶々、南都雄二、夢路いとし・喜味こいし、秋田Aスケ・Bスケ、ミスワカサ・島ひろし等を輩出。
- 初の落語研究会が早稲田大学にできる。

1949年
- 9月14日 NHKラジオ『上方演芸会』放送開始。初代司会は芦乃家雁玉・林田十郎。上方漫才のブームを引き起こす。

### 1950年代
1950年
- 1月3日 NHKラジオ『愉快な仲間』放送開始。アメリカの『ビング・クロスビー・ショー』に倣い、藤山一郎と森繁久彌の掛け合いが人気を呼ぶ。

1951年
- 4月1日 読売新聞朝刊に「USO放送」が初めて掲載される。
- 8月16日 浅草フランス座開場。
- 9月1日 日本初の民間放送ラジオ、中部日本放送（CBCラジオ）と新日本放送（現在の毎日放送=MBSラジオ）が開局。

1953年
- 2月1日 日本初のテレビ局として、NHKがテレビの本放送開始。
- 8月28日 日本初の民間放送テレビ局、日本テレビが本放送開始。

1954年
- 1月 「東京喜劇人協会」（後の日本喜劇人協会）設立。初代会長に榎本健一、副会長に柳家金語楼、古川ロッパが就任。

1955年
- 4月1日 日本タイムズ（現ジャパンタイムズ）が日本最初のエイプリルフール記事とされる[39]、「ソ連爆撃機 羽田着陸」を一面掲載。一見して真偽が判別しづらく、さらにオチがないとして酷評された[40]。

1956年
- NHKが主催する、第1回NHK新人漫才コンクール開催。優勝は獅子てんや・瀬戸わんや。
- 1月3日 東宝映画森繁久彌主演社長シリーズ第一作『へそくり社長』公開。1970年まで33作が制作される。

1957年
- 4月1日 上方落語協会設立。

1958年
- 松竹芸能の前身会社である、松竹新演芸が設立される。
- 12月1日 千日劇場開場。

1959年
- 3月1日 うめだ花月開場と同時に「吉本ヴァラエティ」として吉本新喜劇発足。
- 4月3日 渡辺プロダクションが設立。

### 1960年代
1960年
- 5月8日 毎日放送『素人名人会』放送開始。(2002年放送終了)
- 12月 榎本健一が紫綬褒章を受章。

1961年
- 6月4日 日本テレビ『シャボン玉ホリデー』放送開始。(1977年終了)

1962年
- 5月6日 朝日放送『てなもんや三度笠』（主演：藤田まこと）放送開始。
- 6月1日 京都花月劇場が復活（吉本興業）。
- 9月 毎日放送『よしもと新喜劇』放送開始。

1963年
- なんば花月が復活。
- 7月20日 太田プロダクション設立。

1964年
- 浅草演芸ホール開場。
- 1月2日 フジテレビ系列『新春かくし芸大会』が放送開始。(2010年終了)

1966年
- ラジオ大阪が主催する、第1回上方漫才大賞開催。漫才大賞受賞者はかしまし娘。
- 5月15日 『笑点』（日本テレビ）放送開始。初代司会は立川談志。
- 6月30日・7月1日 ザ・ドリフターズがビートルズ日本公演の前座を務める。

1967年
- 10月2日 MBSラジオ『MBSヤングタウン』放送開始。
- 10月2日 ニッポン放送『オールナイトニッポン』放送開始。

1968年
- 浅井企画設立。
- ボーイズバラエティ協会設立。
- 松竹芸能タレント養成所（後の松竹芸能タレントスクール）設立。
- 1月1日 フジテレビ『初詣!爆笑ヒットパレード』が放送開始。
- 4月1日 フジテレビ『お昼のゴールデンショー』放送開始、コント55号他が出演。現在の『笑っていいとも!』まで続く平日正午枠のバラエティ路線の源流となった。
- 7月7日 第8回参議院議員通常選挙にて青島幸男、横山ノックが初当選。
- 7月13日 フジテレビ『コント55号の世界は笑う』放送開始。この番組の放送から長年にわたる土曜8時戦争が始まった。

1969年
- 4月6日 フジテレビ『唄子・啓助のおもろい夫婦』放送開始。(1985年放送終了)
- 4月27日 日本テレビ『コント55号の裏番組をぶっとばせ!』放送開始。野球拳が社会現象になる。
- 7月3日 毎日放送『ヤングおー!おー!』放送開始。(1982年放送終了)
- 8月27日 松竹映画『男はつらいよ』（主演渥美清）第1作目上映。(1995年まで48作を制作)
- 10月4日 TBS『8時だョ!全員集合』放送開始。(1985年放送終了)
- 10月7日 日本テレビ『巨泉・前武ゲバゲバ90分!』放送開始。ハナ肇の「アッと驚く為五郎」、巨泉の「うーしししし」が話題となる。(1971年放送終了)
- 11月1日 ザ・ドリフターズ「ズンドコ節」発売。オリコン最高位2位、売り上げ枚数115万枚以上記録。

### 1970年代
1970年
- 笑い袋が発売される。
- 2月4日 TBS『時間ですよ』レギュラー放送開始。

1971年
- 1月31日 朝日放送『新婚さんいらっしゃい!』放送開始。2023年現在も放送中。
- 3月6日 NHK大阪放送局が主催する、第1回NHK上方漫才コンテスト開催。最優秀話術賞はコメディNo.1、優秀努力賞は若井小づえ・みどり、優秀敢闘賞はレツゴー三匹が受賞。

1972年
- 読売テレビが主催する、第1回上方お笑い大賞開催。大賞受賞者は六代目笑福亭松鶴、三代目桂米朝。
- NHKが主催する、第1回NHK新人落語コンクール開催。最優秀賞は柳家小三太。演目は「時そば」。
- 5月10日 宮史郎とぴんからトリオ「女のみち」発売、累計売上325.6万枚、オリコンチャートシングル売上歴代2位等を記録。
- 10月9日 ニッポン放送『欽ちゃんのドンといってみよう!』放送開始。

1973年
- 1月8日 TBSラジオ『小沢昭一の小沢昭一的こころ』放送開始。(2012年放送終了)
- 3月9日 六代目三遊亭圓生、御前口演を行う。
- 4月2日 フジテレビ『ひらけ!ポンキッキ』放送開始。
- 4月4日 田辺エージェンシー設立。
- 10月 フジテレビ『ものまね王座決定戦』放送開始。

1974年
- オイルショックのため、テレビ深夜放送が休止される。
- 1月 ビックリハウス創刊。
- 4月3日 ニッポン放送『笑福亭鶴光のオールナイトニッポン』放送開始。

1975年
- 4月5日 フジテレビ『欽ちゃんのドンとやってみよう!（欽ドン!）』放送開始。
- 4月6日 朝日放送・吉本興業『日曜笑劇場』放送開始。第1作は「あっちこっち丁稚」。(2013年放送終了)
- 10月 秋田實主宰「笑の会」発足。多くの漫才師が輩出。

1976年
- 4月2日 日本テレビ『カックラキン大放送!!』放送開始（正式レギュラー化）。
- 4月11日 中京テレビ『お笑いマンガ道場』放送開始。
- 10月6日 NETテレビ→テレビ朝日『欽ちゃんのどこまでやるの!?』放送開始。21時台に放送される初のバラエティー番組。
- 10月11日 NETテレビ→テレビ朝日『みごろ!たべごろ!笑いごろ!』放送開始。キャラクターデンセンマンが人気を博す。(1978年放送終了)

1977年
- プロダクション人力舎設立。
- 2月8日フジテレビ『ドリフ大爆笑』放送開始。
- 9月 石井光三オフィス設立。

1978年
- 落語協会分裂騒動：三遊亭圓生一門、古今亭志ん朝一門、橘家圓蔵一門が、それまで所属していた「落語協会」から独立して「落語三遊協会」を設立。落語協会が真打ちを乱造することに反発したのが理由だった。落語界全体に大きな波紋を呼び、一時は落語協会の半数が新団体に移るという予測もされたが、実際には様々な要因があって参加を見送るものが相次ぐ。さらには新団体参加者の寄席出演が拒否されたため、志ん朝一門と圓蔵一門は早々に離脱。翌年に落語三遊協会は自然消滅。
- 4月9日 ラジオ大阪『鶴瓶・新野のぬかるみの世界』放送開始。
- 10月1日 博品館劇場開場。

1979年
- 1月11日 イザワオフィス設立。
- 3月23日 国立演芸場開場。
- 10月7日 関西テレビ『花王名人劇場』放送開始。漫才ブームの礎を築いた一方で、芦屋雁之助主演のドラマシリーズ『裸の大将放浪記』などの企画で人気を博す。
- 12月31日 日本テレビ『欽ちゃんの仮装大賞』放送開始。

### 1980年代
1980年
- 2月1日 五代目三遊亭圓楽が大日本落語すみれ会（後の円楽一門会）を結成。
- 4月 朝日放送が主催する、第1回ABC漫才落語新人コンクール（現在のABCお笑いグランプリ）開催。最優秀新人賞は漫才の部で前田一球・写楽、落語の部で桂雀三郎がそれぞれ受賞。
- 4月 マンスリーよしもと創刊。
- 4月1日 フジテレビ『THE MANZAI』放送開始。前年から火がつき始めた漫才ブームが本格的に勃発。
- 4月12日 日本テレビ『お笑いスター誕生!!』放送開始。
- 6月5日 イエロー・マジック・オーケストラ（YMO）のアルバム『増殖』発売。曲の間にスネークマンショーのコントが挟み込まれる。

1981年
- 1月1日 ニッポン放送『ビートたけしのオールナイトニッポン』放送開始。
- 4月4日 日本テレビ『今夜は最高！』放送開始。
- 5月16日 フジテレビ『オレたちひょうきん族』放送開始。
- 8月5日 イモ欽トリオ「ハイスクールララバイ」発売。ミリオン・セラーを記録。

1982年
- 4月4日 吉本興業がNSC（吉本総合芸能学院）を大阪に開校。第1期生はダウンタウン、トミーズ、ハイヒール、内場勝則など。
- 4月10日 とんねるず『お笑いスター誕生!!』でグランプリ獲得。
- 10月4日 フジテレビ『森田一義アワー 笑っていいとも!』放送開始。(2014年放送終了)
- 10月8日 テレビ朝日『タモリ倶楽部』放送開始。
- 10月5日 毎日放送『突然ガバチョ!』放送開始。
- 11月3日 本多劇場開場。

1983年
- 立川談志とその一門が真打昇進制度を巡って落語協会と対立。同会を脱退して落語立川流を創設。
- 4月2日 フジテレビ『オールナイトフジ』放送開始。
- 5月2日 ニッポン放送『ヤングパラダイス』放送開始。

1985年
- 4月 五代目三遊亭圓楽の一門「円楽一門会」が出演する寄席、「若竹」が開設される。
- 4月1日 フジテレビ『夕やけニャンニャン』放送開始。
- 4月6日 NHK『バラエティー生活笑百科』放送開始。
- 4月8日 関西テレビ『さんまのまんま』放送開始。
- 4月14日 日本テレビ『天才・たけしの元気が出るテレビ!!』放送開始。
- 4月16日 テレビ朝日『ビートたけしのスポーツ大将』放送開始。カール君などが人気を博す。
- 7月2日 フジテレビ『第1回爆笑!スターものまね王座決定戦』放送開始。後にものまね四天王を中心にしたブームを巻き起こす。
- 7月15日 ビートたけし原作『たけしくん、ハイ!』が、NHK銀河テレビ小説にて放送開始。
- 10月6日 TBS『アッコにおまかせ!』放送開始。
- 10月7日 フジテレビ『冗談画報』放送開始。
- 10月15日 ニッポン放送『とんねるずのオールナイトニッポン』放送開始。

1986年
- 1月24日 渡辺正行主催によるお笑いライブ「第1回ラ・ママ新人コント大会」開催。若手芸人の登竜門的存在になる。
- 4月28日 フジテレビ『志村けんのバカ殿様』放送開始。
- 5月2日 TBS『痛快なりゆき番組 風雲!たけし城』放送開始。
- 5月10日 心斎橋筋2丁目劇場開館。

1987年
- 3月31日 京都花月劇場閉館。
- 4月14日 よみうりテレビ『鶴瓶上岡パペポTV』放送開始。
- 4月29日 3代目桂米朝が紫綬褒章受章。
- 7月18日 フジテレビ『FNSスーパースペシャル一億人のテレビ夢列島』（FNS27時間テレビ）開始。深夜、タモリ・ビートたけし・明石家さんまのいわゆるビッグ3が初共演。
- 10月3日 関西テレビ『ねるとん紅鯨団』放送開始。
- 11月1日 なんばグランド花月開場。
- 11月16日 フジテレビ『志村けんのだいじょうぶだぁ』放送開始。

1988年
- オフィス北野設立。
- 3月5日 朝日放送『探偵!ナイトスクープ』放送開始。
- 4月3日 ABCラジオ『誠のサイキック青年団』放送開始。
- 10月13日 フジテレビ『とんねるずのみなさんのおかげです』レギュラー放送開始。1997年に『とんねるずのみなさんのおかげでした』にリニューアル。
- 12月24日 松竹映画『釣りバカ日誌』（主演：西田敏行）第1作目が上映。

1989年
- 1月2日 日本テレビ特別番組『ビートたけしのお笑いウルトラクイズ』第1回大会開催。以降年3回の放送ペースで1996年まで19回開催。第1回優勝者は林家ペー。
- 1月7日 昭和天皇崩御によりお笑い番組が一週間自粛される。
- 10月2日 九州朝日放送『ドォーモ』放送開始。
- 10月3日 日本テレビ『ダウンタウンのガキの使いやあらへんで!!』放送開始。開始当初は関東地区ローカル放送。

### 1990年代
1990年
- 4月16日 毎日放送『痛快!明石家電視台』放送開始。
- 12月29日 毎日放送『オールザッツ漫才』放送開始。

1991年
- 9月 雨上がり決死隊、FUJIWARA、ナインティナインを中心としたお笑いダンスユニット・吉本印天然素材が結成される。
- 9月5日 上方落語ファン感謝イベント『彦八まつり』第1回開催。
- 10月16日 日本テレビ『とんねるずの生でダラダラいかせて!!』放送開始。
- 11月29日 とんねるずが「情けねぇ」で芸人初の「日本歌謡大賞」を受賞。
- 12月1日 チャーリー浜が「…じゃあ〜りませんか」で新語・流行語大賞受賞。
- 12月8日 フジテレビ『ダウンタウンのごっつええ感じ』が、レギュラー放送開始。

1992年
- 人力舎がスクールJCAを東京に開校。第1期生に児嶋一哉。
- 1月栃木県藤原町に日光猿軍団をオープン。
- 4月14日 テレビ東京『浅草橋ヤング洋品店』放送開始。
- 7月5日 日本テレビ『進め!電波少年』放送開始。
- 10月9日 フジテレビ『新しい波Sinpa』放送開始。
- 10月10日 よみうりテレビ『たかじんnoばぁ〜』放送開始。
- 10月14日 フジテレビ『タモリのボキャブラ天国』、放送開始。

1993年
- 4月8日、『とぶくすりHi[gh]-YAKU』放送開始。
- 10月21日 『ダウンタウンDX』（読売テレビ）がレギュラー放送を開始。
- 11月 タイタン設立。

1994年
- タカアンドトシがこの年誕生した「札幌吉本」のオーディションに合格。札幌契約の第一号タレントとなる。
- 3月27日 銀座7丁目劇場開館。
- 4月4日 ニッポン放送系『ナインティナインのオールナイトニッポン（第1期）』放送開始。
- 4月10日『ぐるぐるナインティナインHi−tensionTV』放送開始。
- 4月16日 日本テレビ『恋のから騒ぎ』放送開始。
- 7月9日 日本笑い学会設立。
- 10月5日 松本人志著のエッセイ本『遺書』発売。200万部を超えるベストセラーに。
- 10月17日 フジテレビ『HEY!HEY!HEY! MUSIC CHAMP』放送開始。今までに無いトーク主体型音楽番組の嚆矢となる。

1995年
- 五代目柳家小さんが人間国宝に認定される。
- 1月17日 阪神・淡路大震災で関西一帯が被災。なんばグランド花月をはじめ関西各地の舞台・ライブが中止・延期となる。
- 3月15日 浜田雅功（ダウンタウン）が小室哲哉プロデュースによるユニット・H Jungle with tの1stシングル「WOW WAR TONIGHT 〜時には起こせよムーヴメント」を発売。210万枚を超える大ヒットを記録。
- 4月9日 第13回統一地方選挙で青島幸男が東京都知事に初当選、横山ノックが大阪府知事に初当選。
- 10月10日 TBSラジオ『伊集院光 深夜の馬鹿力』放送開始。
- 10月28日フジテレビ『めちゃ×2モテたいッ! -I wanna be POP!-』放送開始。

1996年
- 三代目桂米朝が重要無形文化財（人間国宝）に認定。
- 4月1日 テレビ朝日『あなあきロンドンブーツ』放送開始。
- 4月15日 フジテレビ『SMAP×SMAP』放送開始。（2016年放送終了）
- 9月3日　8月4日に死去した渥美清が国民栄誉賞を受賞する。
- 10月9日 北海道テレビ放送『水曜どうでしょう』放送開始。（2002年レギュラー放送終了）
- 10月19日 フジテレビ『めちゃ×2イケてるッ! -What A COOL we are!-』放送開始。
- 11月15日 大阪府立上方演芸資料館開館。
- 12月21日 猿岩石のデビューシングル「白い雲のように」が発売。113万枚でミリオンセラーを達成する。

1997年
- 五代目桂文枝が紫綬褒章受章。
- サンミュージック企画お笑い部門が再建。
- 4月8日 TBSラジオ『爆笑問題カーボーイ』放送開始。
- 4月15日 テレビ朝日『ぷらちなロンドンブーツ』放送開始。
- 9月6日 ビートたけしが本名の「北野武」名義での監督作品『HANA-BI』で第54回ヴェネツィア国際映画祭金獅子賞（グランプリ）を受賞。
- 10月28日 日本テレビ『踊る!さんま御殿!!』放送開始。

1998年
- 12月1日 パイレーツが「だっちゅーの」で新語・流行語大賞受賞。

1999年
- 4月18日 『イナズマ!ロンドンハーツ』（現・ロンドンハーツ）放送開始。
- 3月27日 NHK総合『爆笑オンエアバトル』放送開始。同年に第1回チャンピオン大会が開催されDonDokoDonが優勝。
- 6月3日 吉本興業が主催[注釈 2] し、バッファロー吾郎がプロデュースするお笑い・大喜利イベント、ダイナマイト関西の第1回が開催。初代優勝者は竹若元博（バッファロー吾郎）。

### 2000年代
2001年
- 4月 東京都新宿区にルミネtheよしもとオープン。
- 4月10日 『はねるのトびら You knock on a jumping door!』放送開始。
- 4月21日 日本テレビ系ドラマ『明日があるさ』がスタート（同年6月30日まで）。
- 12月30日 島田紳助企画立案、吉本興業主催の漫才コンテスト『M-1グランプリ』の第1回決勝戦が開催。初代優勝者は中川家。この模様は朝日放送・ANN系列で生放送された。

2002年
- 9月30日 綾小路きみまろ『綾小路きみまろ 爆笑スーパーライブ第1集! 中高年に愛を込めて…』が演芸CDとしては驚異のミリオンセールスを達成。
- 10月6日 M-1グランプリのピン芸人版と言える『R-1ぐらんぷり』第1回大会決勝が開催。第1回優勝者はだいたひかる。
- 10月6日 フジテレビ系『トリビアの泉 〜素晴らしきムダ知識〜』が放送開始。当初は関東ローカル。

2003年
- 五代目桂文枝が旭日小綬章を受章。
- 4月7日 テレビ朝日系列 『雨上がり決死隊のトーク番組アメトーーク!』放送開始。
- 4月19日 日本テレビ系列『エンタの神様』放送開始。ショートネタブームの嚆矢になる。
- 8月31日 毎日放送主催の漫才コンテスト『MBS新世代漫才アワード』第1回大会が開催。初代優勝者はフットボールアワー。
- 12月1日 テツandトモが「なんでだろう〜」で新語・流行語大賞を受賞。

2004年
- 10月 ワタナベコメディスクール開校。第1期生はハジメ（フォーリンラブ）など。

2006年
- 1月27日 劇団ひとりの小説『陰日向に咲く』が発売、100万部を突破した。
- 3月22日 爆笑問題が芸術選奨文部科学大臣賞放送部門を受賞。放送部門のバラエティジャンルからは史上初の受賞となった。
- 9月15日 戦後60年間上方落語に途絶えていた定席の寄席、天満天神繁昌亭（大阪市北区）がオープン。

2007年
- 1月21日 第21回宮崎県知事選挙に、無所属で出馬していたそのまんま東（東国原英夫）が当選。
- 2月18日 『爆笑レッドカーペット』第1回レギュラー放送が放送。第1回のレッドカーペット賞受賞者は柳原可奈子。
- 7月31日 田村裕（麒麟）による自叙伝。『ホームレス中学生』が225万部を超えるベストセラーに。

2008年
- 10月5日 M-1、R-1のコント版と言える『キングオブコント』第1回大会決勝が開催。第1回優勝者はバッファロー吾郎。
- 11月28日 京橋花月がオープン。
- 12月1日 エド・はるみが「グー」で2008年度の新語・流行語大賞を受賞。

2009年
- 10月11日 ニッポン放送系『オードリーのオールナイトニッポン』放送開始。
- 12月28日 『IPPONグランプリ』第1回が開催。優勝はバカリズム。

### 2010年代
2010年
- 3月9日 北野武（ビートたけし）がフランス・コマンドゥール章を受章。
- 12月26日 第10回M-1グランプリ決勝戦で笑い飯が優勝。この大会をもってM-1グランプリが一旦幕を下ろす。

2011年
- 12月17日 M-1グランプリの後継漫才コンテストとして「THE MANZAI」第1回大会決勝が開催。第1回優勝者はパンクブーブー。以降2014年まで開催される。

2012年
- 3月3日 読売テレビ主催の演芸コンテスト『ytv漫才新人賞』第1回大会の決勝戦が開催。初代優勝者はモンスターエンジン。
- 4月8日 吉本興業創業100周年特別公演初日「伝説の一日」がなんばグランド花月で開催[41] され、4公演に208組277人が出演。
- 7月25日 この日発売の『内村さまぁ〜ず』DVD40巻が「1つの日本のバラエティ番組における最多DVDリリース数」としてギネス世界記録に認定される[42]。
- 10月1日 吉本興業と滋賀県湖南市が包括的連携協定。個別の自治体と会社単位の協定は今回が初[43]。
- 12月3日 スギちゃんが「ワイルドだろぉ」で新語・流行語大賞を受賞。

2013年
- 12月20日 「よしもと幕張イオンモール劇場」がオープン。

2014年
- 2月3日 名古屋・大須演芸場が強制執行により閉館。
- 3月7日 若林正恭（オードリー）が映画『ひまわりと子犬の7日間』での功績により、第37回日本アカデミー賞の話題賞俳優部門を受賞。
- 3月31日 『森田一義アワー 笑っていいとも!』が32年間8054回で放送を終了、テレフォンショッキング最後のゲストはビートたけし。『笑っていいとも!グランドフィナーレ 感謝の超特大号』ではとんねるず、ダウンタウン、ウッチャンナンチャン、爆笑問題、ナインティナインらが共演した。
- 7月7日 「沼津ラクーンよしもと劇場」と「大宮ラクーンよしもと劇場」がオープン。
- 9月25日 「ナインティナインのオールナイトニッポン（第1期）」が20年半、1013回で放送終了。オールナイトニッポンでも最長記録を保持しており、これを引き継ぐ「ナインティナイン岡村隆史のオールナイトニッポン」を経て、2020年5月14日より第2期が開始された。
- 12月1日 日本エレキテル連合が「ダメよ〜ダメダメ」で新語・流行語大賞を受賞。
- 12月5日 タモリが第62回菊池寛賞を受賞。

2015年
- 3月12日 よしもと沖縄花月がオープン。
- 7月16日 又吉直樹（ピース）の小説「火花」が第153回芥川賞を受賞。
- 9月22日 名古屋・大須演芸場、一年半ぶりに再開場。
- 12月6日 5年ぶりに開催されたM-1グランプリ2015の決勝戦でトレンディエンジェルが優勝。

2016年
- 1月11日 第1回上方漫才協会賞が開催され、アインシュタインが大賞を受賞。
- 3月9日 オール阪神・巨人が第66回芸術選奨文部科学大臣賞を受賞。
- 5月31日 桂歌丸が文部科学大臣表彰を受章。
- 10月25日 ビートたけしがレジオン・ドヌール勲章オフィシエを受章。
- 10月29日 ピコ太郎の「ペンパイナッポーアッポーペン」が、Billboard Hot 100で初登場77位を記録し、日本人として松田聖子に次ぐ26年振り・7人目のチャートインを果たす[44][45]。
- 11月3日 西川きよしが旭日重光章を受章。

2017年
- 6月10日 横山ホットブラザーズが大阪市の無形文化財に指定される。
- 9月25日 「よしもと西梅田劇場」がオープン。
- 12月17日 女性芸人限定のお笑いコンテストとして「女芸人No.1決定戦 THE W」第1回大会決勝が開催。第1回優勝者はゆりやんレトリィバァ。

2018年
- 7月26日 若林正恭（オードリー）のエッセイ「表参道のセレブ犬とカバーニャ要塞の野良犬」が第3回斎藤茂太賞を受賞。
- 12月22日 ラジオ番組『霜降り明星のだましうち!』におけるせいや（霜降り明星）の発言を発端に、翌年「お笑い第七世代」がブームとなる。

2019年
- 4月 『有吉のお金発見 突撃!カネオくん』がレギュラー放送となったことで、有吉弘行は地上波の全局（NHK、日本テレビ、TBS、フジテレビ、テレビ朝日、テレビ東京）で同時にレギュラー冠番組を持つことになった[46]。地上波の全局同時レギュラー出演は、2008年に国分太一（TOKIO）、2014年にさまぁ〜ず[47]、2018年に所ジョージが達成している。

### 2020年代
2020年
- 10月27日 西川きよしが文化功労者に選定される。

2022年
- 4月10日 芸歴15年以上のお笑い芸人を対象としたコンテスト「G-1グランプリ」第1回大会決勝が開催。第1回優勝者は磁石。
- 10月25日 『有吉クイズ』がゴールデンに昇格し、有吉弘行は月曜から日曜まで全曜日のゴールデン・プライムタイムに冠番組を持つことになった[48]。

2023年
- 5月20日 M-1出場資格が無くなった結成16年以上の漫才師を対象としたコンテスト「THE SECOND 〜漫才トーナメント〜」第1回大会決勝が開催。第1回優勝者はギャロップ。
- 6月18日 芸歴5年目以下のプロ芸人を対象としたコンテスト「UNDER5 AWARD」第1回大会決勝が開催。第1回優勝者は金魚番長。
- 9月16日 満25歳以下の芸人を対象としたコンテスト「UNDER 25 OWARAI CHAMPIONSHIP」第1回大会決勝が開催。第1回優勝者はえびしゃ。

2025年
- 7月21日 漫才とコントの両方で笑いを取る二刀流お笑い芸人を対象としたコンテスト「ダブルインパクト〜漫才&コント 二刀流No.1決定戦〜」第1回大会決勝が開催。第1回優勝者はニッポンの社長。

## お笑いコンテスト・イベント一覧

### 現在も開催中のイベント
| 決勝戦開催月  | 大会名                                           | 主催                           | ジャンル          | 出場資格                                                                                   |
| ------------- | ------------------------------------------------ | ------------------------------ | ----------------- | ------------------------------------------------------------------------------------------ |
| 1月           | 上方漫才協会大賞                                 | 上方漫才協会・吉本興業         | 漫才              | 上方漫才協会に所属する芸歴約10年以内の漫才師                                               |
| 2月           | 漫才新人大賞                                     | ワタナベエンターテインメント   | 制限なし          | ワタナベ所属のお笑いタレント                                                               |
| 3月           | R-1グランプリ                                    | 吉本興業                       | ピン芸            | ピン芸人・芸歴制限なし                                                                     |
| 3月           | NHK上方漫才コンテスト                            | NHK大阪放送局                  | 制限なし          | 結成10年未満                                                                               |
| 3月           | ytv漫才新人賞                                    | 読売テレビ                     | 漫才              | 大阪拠点で芸歴10年以内                                                                     |
| 4月           | 上方漫才大賞                                     | ラジオ大阪・関西テレビ         | 漫才              | 新人賞は結成10年以内、大賞・奨励賞は芸歴制限なし。奨励賞と新人賞は賞レース形式、大賞は選出 |
| 5月           | THE SECOND 〜漫才トーナメント〜                  | フジテレビ                     | 漫才              | 結成16年以上のプロ芸人のコンビ                                                             |
| 6月           | UNDER5 AWARD                                     | 吉本興業                       | 制限なし          | 芸歴5年以内のプロ芸人                                                                      |
| 7月           | ABCお笑いグランプリ                              | ABCテレビ                      | 制限なし          | 芸歴10年以内                                                                               |
| 7月           | ワタナベお笑いNo.1決定戦                         | 漫才協会                       | 漫才              | 漫才協会に所属する結成20年以内のコンビ                                                     |
| 7月           | ツギクル芸人グランプリ                           | 日本音楽事業者協会・フジテレビ | 制限なし          | 協会加入事務所の被推薦者（1事務所ごとに枠の上限あり）                                      |
| 7月           | ダブルインパクト〜漫才&コント 二刀流No.1決定戦〜 | 日本テレビ・読売テレビ         | 漫才・コントの2種 | 2人以上・芸歴制限なし                                                                      |
| 8月           | 今宮子供えびすマンザイ新人コンクール             | 今宮戎神社                     | 漫才              | コンテスト受賞歴なしのコンビ                                                               |
| 9月           | ハイスクールマンザイ                             | 吉本興業                       | 漫才              | 高校生限定                                                                                 |
| 9月           | UNDER 25 OWARAI CHAMPIONSHIP                     | ニッポン放送・SLUSH-PILE.      | 制限なし          | 満25歳以下限定                                                                             |
| 10月          | キングオブコント                                 | TBSテレビ                      | コント            | 2人以上・芸歴制限なし                                                                      |
| 10月          | NHK新人演芸大賞                                  | NHK                            | 制限なし          | 芸歴10年未満                                                                               |
| 10月          | NHK新人落語大賞                                  | NHK                            | 落語              | 入門15年未満の二ツ目格                                                                     |
| 10月          | マイナビ Laughter Night チャンピオンライブ       | TBSラジオ                      | 制限なし          | 同番組レギュラー放送での月間チャンピオン獲得者                                             |
| 11月          | 繁昌亭大賞                                       | 天満天神繁昌亭                 | 落語              | 入門25年以下の上方落語家                                                                   |
| 12月          | M-1グランプリ                                    | 吉本興業                       | 漫才              | 結成15年以内                                                                               |
| 12月          | 女芸人No.1決定戦 THE W                           | 吉本興業                       | 制限なし          | 女性芸人限定で芸歴制限なし                                                                 |
| 12月          | THE MANZAI マスターズ                            | フジテレビ                     | 漫才              | 招待制の非コンテスト                                                                       |
| 12月          | オールザッツ漫才                                 | MBSテレビ                      | 制限なし          | ネタ組とは別に若手芸人のトーナメント形式で優勝者が決まる                                   |
| 春・秋の年2回 | IPPONグランプリ                                  | フジテレビ                     | 大喜利            | 招待選手のみ                                                                               |

不定期（年一回）
- MBSラジオ演芸ヤングスネーク杯
- ものまねグランプリ
- ものまね王座決定戦

### 開催が終了したイベント
- 爆笑オンエアバトル チャンピオン大会
- 笑いの超新星
- 上方お笑い大賞
- お笑いスター誕生!!
- M-1甲子園
- お笑いホープ大賞
- S-1バトル
- MBS漫才アワード
- オンバト+ チャンピオン大会
- 日清食品 THE MANZAI
- お笑いハーベスト大賞
- ダイナマイト関西
- 歌ネタ王決定戦
- 言語遊戯王
- 笑ラウドネスGP
- G-1グランプリ